# Diaparsis parabasalis
Diaparsis parabasalis là một loài tò vò trong họ Ichneumonidae.